# Maria Anna de Baviera (arxiduquessa d'Àustria)

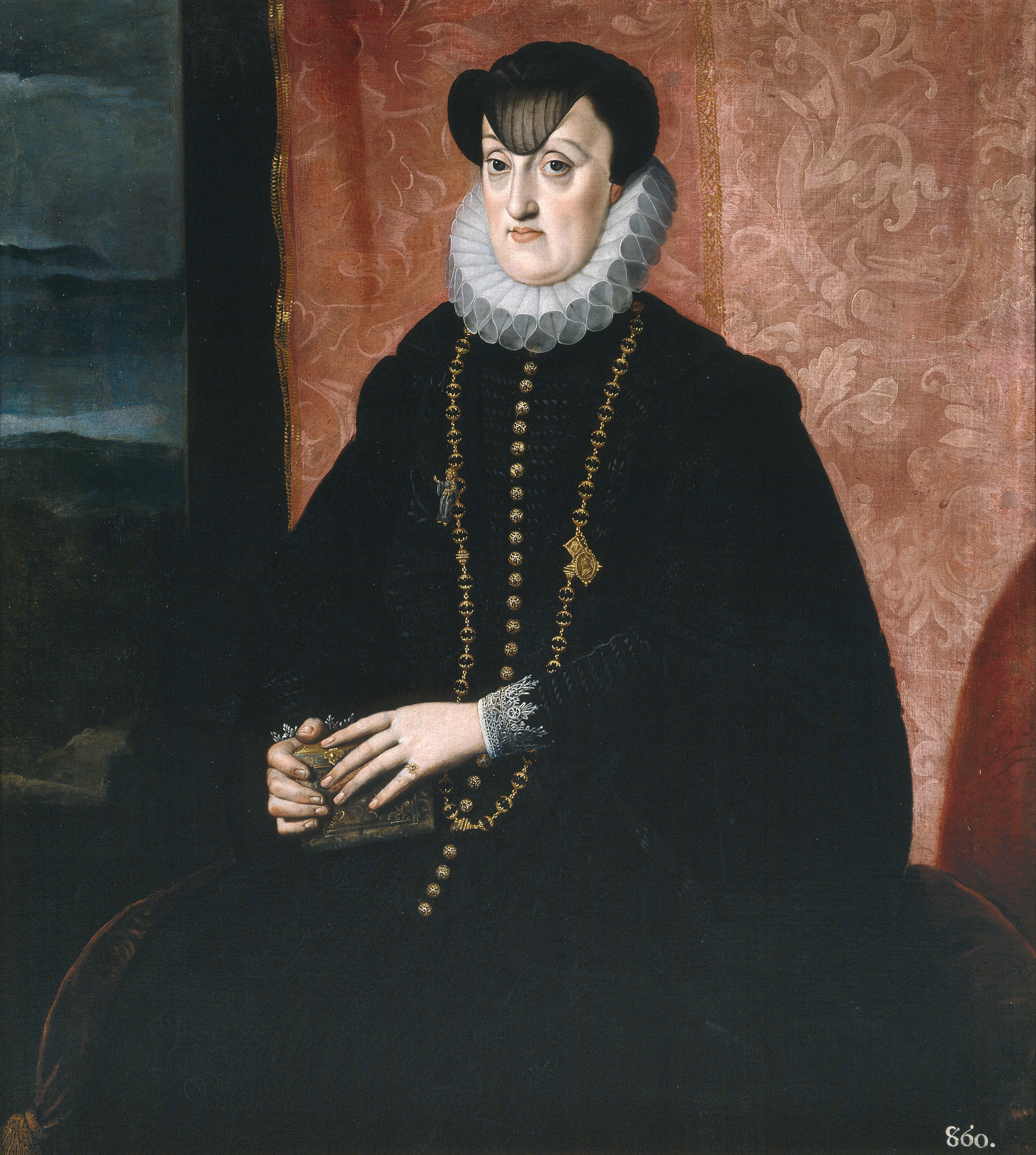
Maria Anna de Baviera

 Maria Anna de Baviera - en alemany Maria Anna von Bayern - (Múnic, 21 de març de 1551 -Graz, 29 d'abril de 1608) fou una noble alemanya, filla del duc Albert V de Baviera (1528 - 1579) i d'Anna d'Àustria (1528 - 1590). El 26 d'agost de 1571 es va casar a Viena amb el seu oncle Carles II d'Estíria (1540 - 1590), fill de l'emperador Ferran I del Sacre Imperi Romanogermànic (1503 - 1564) i d'Anna d'Hongria (1503 - 1547). El matrimoni va tenir quinze fills:
- Ferran, nascut i mort el (1572).
- Anna, (1573 - 1598), casada amb el rei de Polònia Segimon III Vasa, (1566 - 1632).
- Maria Cristina (1574 - 1621), casada amb el comte Segimon Bathory (1572 - 1613).
- Caterina (1576 - 1595).
- Elisabet d'Habsburg (1577 - 1586).
- Ferran II (1578 - 1637), casat primer amb Maria Anna de Baviera (1574 - 1616) i després amb Elionor Gonzaga (1598 - 1655).
- Carles (1579 - 1580).
- Gregòria (1581 - 1597).
- Elionor (1582 - 1620).
- Maximilià (1583 - 1616).
- Margarida (1584 - 1611). casada amb el rei Felip III de Castella, (1578 - 1621).
- Leopold (1586-1632), casat amb Clàudia de Mèdici (1604 - 1648).
- Constança (1588 - 1631), casada amb el rei de Polònia Segimon III Vasa, (1566 - 1632).
- Maria Magdalena (1589 - 1631), casada amb Cosme II de Mèdici, (1590 - 1621.
- Carles (1590 - 1624), bisbe de Breslau